# Nils Svahn (militäringenjör)
Nils Gunnarsson Svahn, född 2 maj 1936 i Skeppsholms församling i Stockholms stad, död 4 november 2022 i Österåker-Östra Ryds distrikt i Stockholms län, var en svensk militäringenjör.

## Biografi
Nils Svahn avlade studentexamen i Karlskrona 1955 och civilingenjörsexamen i skeppsbyggnad vid Tekniska högskolan 1962. Han blev mariningenjör av första graden 1963, var fartygsingenjör på Älvsnabbens långresa till Sydamerika och USA 1963–1964, tjänstgjorde vid Planeringskontoret i Marinkommando Syd 1964–1966, befordrades till marindirektör av andra graden 1966, var chef för Planeringskontoret i Sydkustens örlogsbas 1966–1968 och var flottiljingenjör vid 1. jagarflottiljen 1968–1969. Han var chef för Fartygs- och verkstadsförvaltningen vid Blekinge kustartilleriförsvar 1969–1974 och befordrades till marindirektör av första graden i Mariningenjörkåren 1970, där han befordrades till kommendörkapten 1972. Åren 1974–1992 tjänstgjorde han i Huvudavdelningen för marinmateriel vid Försvarets materielverk: som sektionschef i Fartygsavdelningen 1974–1984 och som chef för Underhållsavdelningen 1984–1992. Han befordrades till kommendörkapten med särskild tjänsteställning 1981, gick Högre kursen vid Försvarshögskolan 1982, befordrades till kommendör 1984, var personalkårchef i Mariningenjörkåren 1987–1990 samt utnämndes till teknisk direktör och kommendör av första graden 1989. Svahn inträdde i marinens reserv 1992 och kvarstod där till 2006.
Svahn invaldes 1978 som ledamot av Kungliga Örlogsmannasällskapet. Han är gravsatt på Norra begravningsplatsen utanför Stockholm.